# 列利亞基 (巴里希夫卡區)
50°14′15″N 31°32′25″E / 50.23750°N 31.54028°E
萊利亞基（烏克蘭語：Леляки）是位於烏克蘭北部的村莊，由基辅州鲍里斯皮尔区的斯圖德尼基市鎮負責管轄。該村面積2.68平方公里，海拔高度94米，2001年人口468，人口密度每平方公里174.63人。